# Whaddya Mean by That
„Whaddya Mean by That“ je píseň velšského hudebníka a hudebního skladatele Johna Calea. Poprvé vyšla dne 25. července 2011 jako první a jediný singl z alba Extra Playful, které následně vyšlo v září téhož roku. Singl vyšel pouze v digitální formě, nikoliv však na CD ani na vinylové desce. Hudbu i text k písni složil Cale, který ji rovněž produkoval. Obal singlu je podobný obalu alba, jediným rozdílem je změna textu „EP: Extra Playful“ na „Whaddya Mean by That“. K písni byl představen i videoklip, ve kterém Cale chodí po lese. Jeho režiséry byli Charlie & Joe.
Píseň byla poprvé hrána při koncertě již v červnu 2008 v Oxfordu. V její původní studiové verzi z roku 2011 hrají vedle Calea ještě Dustin Boyer (kytara), Erik Sanko (baskytara) a Deantoni Parks (bicí). V dubnu 2012 vyšel remix této písně na albu Extra Playful: Transitions v podání estonské hudebnice Maria Minerva.